# (13815) Furuya
(13815) Furuya est un astéroïde de la ceinture principale.

## Description
(13815) Furuya est un astéroïde de la ceinture principale. Il fut découvert le 22 décembre 1998 à Hadano par Atsuo Asami. Il présente une orbite caractérisée par un demi-grand axe de 3,21 UA, une excentricité de 0,19 et une inclinaison de 12,6° par rapport à l'écliptique.

## Compléments